# Calamus macgregorii
Calamus macgregorii är en enhjärtbladig växtart som beskrevs av Odoardo Beccari. Calamus macgregorii ingår i släktet Calamus och familjen Arecaceae. Inga underarter finns listade i Catalogue of Life.